# Ɨ
Cette page contient des caractères spéciaux ou non latins. S’ils s’affichent mal (▯, ?, etc.), consultez la page d’aide Unicode.
Ɨ (minuscule ɨ), ou I barré est une lettre additionnelle qui fait partie de l’alphabet africain de référence, et de l’alphabet général des langues camerounaises.
Cette lettre est utilisée dans l'écriture de certaines langues africaines comme l’awing, le babungo, le bafut, le bamessing, le bangolan, le bum, le dii, le kemezung, le kenyang, le kom, le koozime, le kwanja, le makari, le mekaa, le merey, le metaʼ, le mfumte, le mundani, le mungong, le pinyin ou le swo au Cameroun, ou le kobo, le lendu et le lika, le mangbetu, le mayogo, le nyanga au Congo-Kinshasa, le teso en Ouganda, le kinga, le maa, le nyakyusa, le rangi et le vwanji en Tanzanie ;
dans l’écriture de langues amérindiennes comme l’ava-guarani, le chinantèque de Lalana, le chinantèque de Tepinapa, le chinantèque de Valle Nacional, le chinantèque d’Ojitlán, le chinantèque d’Ozumacín, le chinantèque d’Usila, le cora, le huichol, les langues mixtèques (notamment le bas mixtèque du sud, le mixtèque de Coatzospan), l’o’odham du Chihuahua, le pame du Nord, le popoluca de la Sierra, le popoluca de Sayula et le popoluca d’Oluta au Mexique, le chilcotin et le micmac au Canada, l’arhuaco, awa pit, epena saija, hupda, muinane, totoró, witoto murui, et wayuu en Colombie, le bora, le cocama-cocamilla, l’iñapari , l’omagua et l’orejón au Pérou, le kali’na, le teko et le wayãpi en France (Guyane), le chiquitano et le siriono en Bolivie, le kapóng en Guyana, l’umatilla et le yakama aux États-Unis ;
dans l’écriture de langue austronésiennes comme le kwamera, le patep ou le tanna du Sud-Ouest ; dans l’écriture des certaines langues papoues comme l’angor, l’ankave, l’akukem et le karkar ; ou dans l’écriture du garo en Inde et au Bangladesh.
La lettre est formée d'un I diacrité par une barre inscrite.

## Utilisation
La minuscule ɨ est utilisée dans l'alphabet phonétique international pour retranscrire la voyelle fermée centrale non arrondie. Il figure déjà dans L’écriture phonétique internationale de l’Association phonétique internationale publié en 1921. Il est utilisé officiellement à partir de 1928.
Il a été utilisé auparavant comme symbole phonétique par Daniel Jones et Michael V. Trofimov dans une description phonétique du russe publiée en 1923, par Z. M. Arend-Choiński dans une description phonétique du polonais publiée en 1924 et par Stephen Jones dans une description phonétique du gallois publiée en 1926.

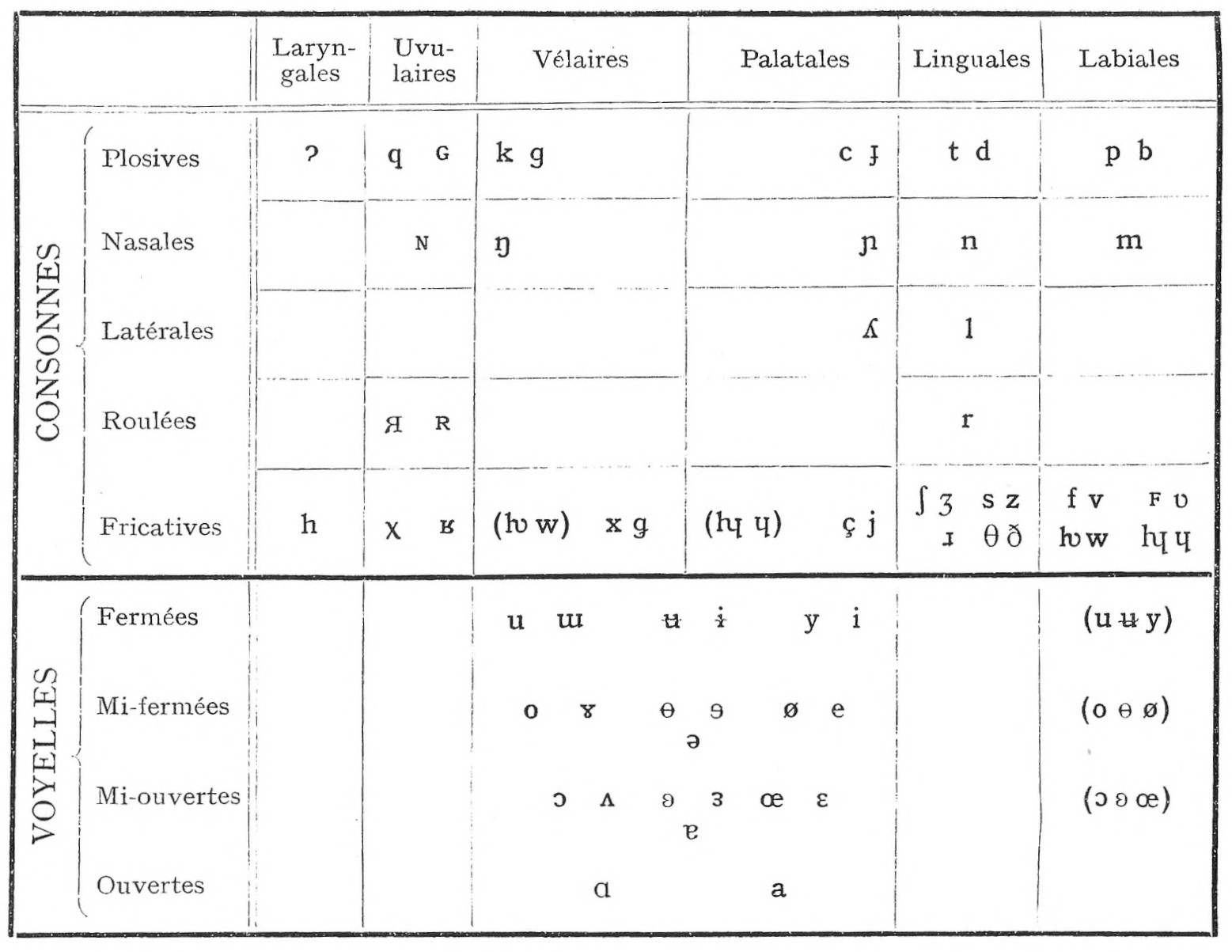
Tableau des symboles API de 1921.

L’Alphabet général des langues camerounaises utilise le i barré comme lettre recommandée pour noter une des voyelles [ɨ], [ɪ] ou [y], et plusieurs langues camerounaises l’utilisent dans leurs orthographes.
Le i barré est utilisé dans l’orthographe provisoire du mangbetu.
L’orthographe du lika utilise le i barré.
Depuis la Déclaration de Bellevue-Yanou en 1997 suivant quatre années d'ateliers d'écriture, les Kali'na de Guyane française ont adopté une graphie incluant le i barré.

## Représentations informatiques
Le I barré possède les représentations Unicode suivantes (Latin étendu B, alphabet phonétique international, Extensions phonétiques) :
| formes    | représentations | chaînes de caractères | points de code | descriptions                                 |
| --------- | --------------- | --------------------- | -------------- | -------------------------------------------- |
| capitale  | Ɨ               | Ɨ                     | U+0197         | lettre majuscule latine i barré              |
| minuscule | ɨ               | ɨ                     | U+0268         | lettre minuscule latine i barré              |
| exposant  | ᶤ               | ᶤ                     | U+1DA4         | lettre modificative minuscule latine i barré |